# Jožef Levičnik
Jožef Levičnik, slovenski učitelj, šolnik in pesnik, * 6. april 1826, Železniki, † 8. januar 1909, Železniki.

## Življenje in delo
Rodil se je v Železnikih, kjer je kasneje tudi učil in bil organist. Objavljal je vzgojne in krajevnozgodovinske članke, potopise po Gorenjskem, ter svoje priložnostne in nabožne pesmi. Bil je kronist in zgodovinar rojstnega kraja, kjer je dal pobudo za ustanovitev Bralnega društva leta 1854 in bil tu tudi večkrat izvoljen za župana.
Sodeloval je pri Slovenskem koledarčku (1852-1855), izdal pa je tudi nekaj partitur.